# Solinellus simberloffi
Solinellus simberloffi är en spindeldjursart som beskrevs av William B. Muchmore 1979. Solinellus simberloffi ingår i släktet Solinellus och familjen Garypinidae. Inga underarter finns listade i Catalogue of Life.